# Melanin-koncentrirajući hormonski receptor 2
Melanin-koncentrirajući hormonski receptor 2, takođe poznat kao , je ljudski gen, i receptor.  je nađen kod ljudi, pasa, feretki, i nekih drugih primata i mesojeda, ali nije nađen kod miševa i pacova. Ovo je usporilo istraživanja na upotrebi ovog receptora kao terapeutske mete, pošto se većina ranih farmaceutskih istraživanja obično izvodi na malim sisarima kao što su miševi, pacovi, ili zečevi.

## Literatura
1. ↑  „Entrez Gene: MCHR2 melanin-concentrating hormone receptor 2”.

## Dodatna literatura
- Hill J; Duckworth M; Murdock P;  . (2001). „Molecular cloning and functional characterization of MCH2, a novel human MCH receptor.”. J. Biol. Chem. 276 (23): 20125—9. PMID 11274220. doi:10.1074/jbc.M102068200.
- Mori M; Harada M; Terao Y;  . (2001). „Cloning of a novel G protein-coupled receptor, SLT, a subtype of the melanin-concentrating hormone receptor.”. Biochem. Biophys. Res. Commun. 283 (5): 1013—8. PMID 11355873. doi:10.1006/bbrc.2001.4893.
- Sailer AW; Sano H; Zeng Z;  . (2001). „Identification and characterization of a second melanin-concentrating hormone receptor, MCH-2R.”. Proc. Natl. Acad. Sci. U.S.A. 98 (13): 7564—9. PMC 34708 . PMID 11404457. doi:10.1073/pnas.121170598.
- An S; Cutler G; Zhao JJ;  . (2001). „Identification and characterization of a melanin-concentrating hormone receptor.”. Proc. Natl. Acad. Sci. U.S.A. 98 (13): 7576—81. PMC 34710 . PMID 11416225. doi:10.1073/pnas.131200698.
- Wang S; Behan J; O'Neill K;  . (2001). „Identification and pharmacological characterization of a novel human melanin-concentrating hormone receptor, mch-r2.”. J. Biol. Chem. 276 (37): 34664—70. PMID 11459838. doi:10.1074/jbc.M102601200.
- Bednarek MA; Feighner SD; Hreniuk DL;  . (2001). „Short segment of human melanin-concentrating hormone that is sufficient for full activation of human melanin-concentrating hormone receptors 1 and 2.”. Biochemistry. 40 (31): 9379—86. PMID 11478907. doi:10.1021/bi010867p.
- Bednarek MA; Tan C; Hreniuk DL;  . (2002). „Synthesis and biological evaluation in vitro of a selective, high potency peptide agonist of human melanin-concentrating hormone action at human melanin-concentrating hormone receptor 1.”. J. Biol. Chem. 277 (16): 13821—6. PMID 11839762. doi:10.1074/jbc.M200563200.
- Audinot V; Lahaye C; Suply T;  . (2002). „SVK14 cells express an MCH binding site different from the MCH1 or MCH2 receptor.”. Biochem. Biophys. Res. Commun. 295 (4): 841—8. PMID 12127971. doi:10.1016/S0006-291X(02)00763-5.
- Strausberg RL; Feingold EA; Grouse LH;  . (2003). „Generation and initial analysis of more than 15,000 full-length human and mouse cDNA sequences.”. Proc. Natl. Acad. Sci. U.S.A. 99 (26): 16899—903. PMC 139241 . PMID 12477932. doi:10.1073/pnas.242603899.
- Logan DW; Bryson-Richardson RJ; Pagán KE;  . (2003). „The structure and evolution of the melanocortin and MCH receptors in fish and mammals.”. Genomics. 81 (2): 184—91. PMID 12620396. doi:10.1016/S0888-7543(02)00037-X.
- Mungall AJ; Palmer SA; Sims SK;  . (2003). „The DNA sequence and analysis of human chromosome 6.”. Nature. 425 (6960): 805—11. PMID 14574404. doi:10.1038/nature02055.
- Ota T; Suzuki Y; Nishikawa T;  . (2004). „Complete sequencing and characterization of 21,243 full-length human cDNAs.”. Nat. Genet. 36 (1): 40—5. PMID 14702039. doi:10.1038/ng1285.
- Vitale RM, Pedone C, De Benedetti PG, Fanelli F (2004). „Structural features of the inactive and active states of the melanin-concentrating hormone receptors: insights from molecular simulations.”. Proteins. 56 (3): 430—48. PMID 15229878. doi:10.1002/prot.20125.
- Hawes BE; Green B; O'Neill K;  . (2004). „Identification and characterization of single-nucleotide polymorphisms in MCH-R1 and MCH-R2.”. Obes. Res. 12 (8): 1327—34. PMID 15340116. doi:10.1038/oby.2004.167.
- Gerhard DS; Wagner L; Feingold EA;  . (2004). „The status, quality, and expansion of the NIH full-length cDNA project: the Mammalian Gene Collection (MGC).”. Genome Res. 14 (10B): 2121—7. PMC 528928 . PMID 15489334. doi:10.1101/gr.2596504.
- „Melanin-Concentrating Hormone Receptors: MCH2”. IUPHAR Database of Receptors and Ion Channels. International Union of Basic and Clinical Pharmacology. Архивирано из оригинала 03. 03. 2016. г.